# ヒロシ・ドット
ヒロシ・ドット（ヒロシドット、本名：山崎 弘（やまさき ひろし）、1981年5月17日 - ）は、日本の男性ミュージシャン、作詞家、作曲家、ベーシスト。豚骨ピストンズ、T-Pistonz+KMCのメンバー。作詞・作曲時の名義は山崎弘。福岡県福岡市出身。

## 来歴
2人兄弟の弟として生まれる。兄はT-Pistonz+KMCのトン・ニーノ。
1998年、高校在学中にバンド「ザ・パーマネンツ」を結成。高校卒業と共に解散し、その後2004年に「THE SEXY PISTONS」を結成。後に兄がメンバーに加わり、インディーズ盤のリリースなどの活動を続ける。
2006年10月にバンド名を「豚骨ピストンズ」に改名。
2007年、アップフロントワークスよりシングル「よかろうもん」でメジャーデビュー。
2008年、ニンテンドーDSゲーム・イナズマイレブンのオープニングテーマを担当するため「豚骨ピストンズ」を母体としたパフォーマンスユニット「T-Pistonz」（現:T-Pistonz+KMC）を結成し、作詞・作曲及び、サイドボーカル兼パフォーマーとして活動を続ける。

## ディスコグラフィー

### シングル・アルバム
豚骨ピストンズ#ディスコグラフィーおよびT-Pistonz+KMC#ディスコグラフィーの項を参照

### 楽曲提供
1. プリンセスK「楽しまナイト!」（2012年3月7日発売）
  - 作詞・作曲 - 山崎徹＆山崎弘
  - ニンテンドー3DSソフト『ガールズRPG シンデレライフ』テーマ曲『シンデレライフ』カップリング曲
2. イナズマオールスターズ  『イナズマオールスターズ×TPK』キャラクターソングアルバム「マジで感謝！」 （2012年11月28日発売）
  - 3. 明日のヒーロー - 作詞：KMC／作曲：山崎弘
  - 5. 恋のシュークリーム - 作詞・作曲：山崎弘
  - 10. 眩しい未来Yeah!!! - 作詞・作曲：山崎弘
  - 11. マジで感謝！from イナズマオールスターズ - 作詞：山崎徹＆山崎弘＆KMC／作曲：山崎徹＆山崎弘
3. イナズマイレブンGOオールスターズ 僕たちの城（2013年2月6日発売）
  - 1. 僕たちの城 - 作詞：山崎徹 / 作曲：TPK
4. イナズマオールスターズ  『イナズマオールスターズ×TPK コラボキャラクターソングアルバム「感動共有!」（2013年8月14日発売）
  - 1. 恋のストラップ - 作詞・作曲：山崎弘
  - 7. ささやかな祈り - 作詞・作曲：山崎弘
  - 10. 三日月スマイル - 作詞・作曲：山崎弘
  - 11. 感動共有！ from イナズマオールスターズ - 作詞・作曲：TPK